# Відео та аудіозаписи Осами бен Ладена
Між 2001 і 2011 роками Осама бен Ладен випустив кілька відео- та аудіозаписів.
Більшість плівок надходили безпосередньо (поштою або кур'єрською службою) до арабських супутникових телевізійних мереж, насамперед до «Аль-Джазіри».

## Аудіозаписи та Відео

### 7 Жовтня, 2001 року
Одразу після того, як сили США та НАТО розпочали удари в Афганістані, бен Ладен випустив відеозапис, в якому заявив, що «Америка була вражена Богом у найуразливіше місце, знищивши, її найпрестижніші будівлі», маючи на увазі напад на США 11 вересня. У записі бен Ладен не взяв на себе відповідальність за ці напади.

### 13 Грудня, 2001 року

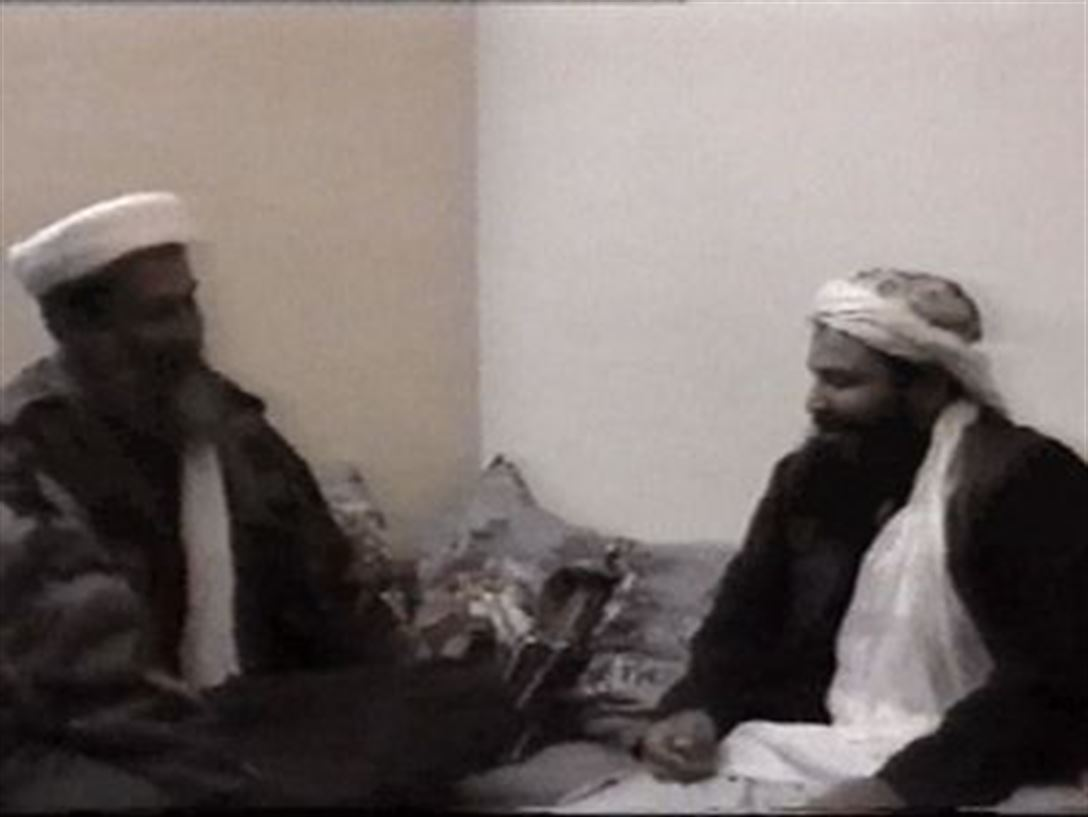
Відео Осами бен Ладена, опубліковане 13 грудня 2001 року

10 листопада 2001 року американські військові в Джелалабаді знайшли відеокасету з бен Ладеном.
13 грудня 2001 року Державний департамент США оприлюднив відеозапис, на якому бен Ладен розмовляє з Халедом аль-Харбі та іншими соратниками десь в Афганістані до того, як американське вторгнення витіснило режим Талібану з Кандагару. Державний департамент заявив, що запис був захоплений американськими військами в Афганістані під час рейду на будинок у Джелалабаді. Плівка вийшла в ефір із супровідним англійським перекладом. У цьому перекладі Осама бен Ладен демонструє знання про час фактичної атаки за кілька днів до неї; переклад приписує бен Ладену наступні репліки:
«Ми заздалегідь прорахували кількість втрат з боку ворога, які будуть вбиті, виходячи з положення вежі. Ми розраховували, що поверхи, які будуть ураженими, це три-чотири поверхи. Я був найоптимістичнішим з усіх…. Ми отримали повідомлення з минулого четверга про те, що в цей день відбудеться подія. Того дня ми закінчили роботу та увімкнули радіо…. Мухаммед (Атта) з єгипетської сім'ї (мається на увазі єгипетська група Аль-Каїди), був відповідальним за групу…. Брати, які проводили операцію, все, що вони знали, це те, що це мученицька операція, і ми попросили кожного з них поїхати в Америку, але вони нічого не знали про цю операцію. Але вони були підготовлені, і ми не розповідали їм про операцію, поки вони не опинилися там і не сіли в літак».
20 грудня 2001 року німецький телеканал «Das Erste» оприлюднив аналіз перекладу відеокасети, зробленого Білим домом. У програмі «Монітор» два незалежні перекладачі та експерт зі сходознавства визнали переклад Білого дому неточним та маніпулятивним, заявивши, що «у найважливіших місцях, де йдеться про докази провини бен Ладена, він не ідентичний з арабським», і що використані слова, які вказують на передбачення, взагалі не можна почути в оригіналі. Професор Гернот Роттер, професор ісламських і арабських досліджень в Інституті Азії та Африки при Гамбурзькому університеті, сказав: «Американські перекладачі, які слухали плівки і транскрибували їх, очевидно, написали багато речей, які вони хотіли почути, але які не можна почути на плівці, скільки б разів ви її не прослуховували».
На записі бен Ладен розповідає про атаки Сполучених Штатів проти ісламського населення. Він описує своє послання як огляд подій після 11 вересня, і в цій заяві він не визнає та не заперечує відповідальність за напади.

### 11 Лютого, 2003 року
Колін Павелл повідомив комісії Сенату США, що він переглянув стенограму послання бен Ладена, в якому той заявляв про «партнерство з Іраком» яке мало бути показане на телеканалі «Аль-Джазіра». Спочатку «Аль-Джазіра» заявила, що не має цього запису, але потім повідомив, що отримав його того ж дня та транслював того ж вечора о 20:00 за Гринвічем. Якість запису була оцінена як «схожа на голос бен Ладена», «Guardian» назвала її «досить хорошою», а BBC — «неякісною».

### 29 Жовтня, 2004 року
Незадовго до президентських виборів у США 29 жовтня 2004 року арабська телевізійна мережа «Аль-Джазіра» транслював 18-хвилинне відеозвернення Осами бен Ладена, адресоване громадянам Сполучених Штатів. Згідно з англійським перекладом, поширеним BBC та іншими ЗМІ, він розповідає глядачам, що особисто керував 19 викрадачами літаків, і описує свою мотивацію:
Я поясню вам причини цих подій і розповім правду про моменти, коли приймалося це рішення, щоб ви могли над ним поміркувати. Бог свідок, що план удару по вежах не спадав нам на думку, але ця ідея прийшла до мене, коли все зайшло надто далеко з гнобленням і звірствами американсько-ізраїльського альянсу проти нашого народу в Палестині та Лівані.
Бен Ладен стверджував, що його надихнуло на знищення Всесвітнього торгового центру те, що він побачив, як Ізраїль руйнує вежі в Лівані під час Ліванської війни 1982 року.

### 3 Листопада, 2004 року
Бен Ладен випустив ще одну відеокасету, в якій викриває Захід, Організацію Об'єднаних Націй та Ізраїль і пояснює всі події, що розгортаються, як релігійну війну в основі своїй.

### 19 Січня, 2006 року
Аль-Джазіра знову транслював аудіозапис звернення бен Ладена до громадян Сполучених Штатів.

### 23 Квітня, 2006 року
Аль-Джазіра транслював фрагменти аудіозапису. На ній бен Ладен звинувачує західний світ у веденні сіоністського хрестового походу проти ісламу. Він коментує Хамас, Дарфур та ситуацію в Іраку.

### 23 Травня, 2006 року
Аль-Джазіра транслював 5-хвилинний аудіозапис з бен Ладеном, в якому він стверджує, що він сам доручив викрадачам здійснити теракт 11 вересня. бен Ладен коментує судовий процес над Закаріасом Муссауї, ув'язненими в Гуантанамо, та ув'язненими журналістами Самі аль-Хадж і Тайсіром Алуні, заперечуючи, що будь-хто з них (окрім кількох ув'язнених в Гуантанамо) був пов'язаний з Аль-Каїдою.
бен Ладен каже глядачам, що Захаріас Муссауї «не мав жодного відношення до подій 11 вересня. Я відповідальний за 19 братів, і я ніколи не доручав братові Захаріасу бути з ними в цій місії. Я впевнений в тому, що говорю, тому що я був відповідальний за те, що довірив 19 братів … рейди».

### 30 Червня, 2006 року
На одному з ісламістських веб-сайтів з'явився запис, в якому бен Ладен вихваляє Абу Мусаба аз-Заркаві як «лева джихаду». На 19-хвилинному відео показано нерухоме зображення бен Ладена поруч з відео, що прославляє аль-Заркаві. Американські офіційні особи заявили, що запис є автентичним.

### 14 Липня, 2007 року
Через кілька днів після облоги Лал Масджид пакистанським урядом (та після відео, опублікованого аль-Завахірі), бен Ладен випустив відеозапис. Він був показаний з втомленим виразом обличчя. Він з'явився у відеокліпі тривалістю менше хвилини на сайті бойовиків. BBC News повідомляє, що він «не датований, і кореспонденти кажуть, що це може бути повторний запис. Його автентичність також неможливо перевірити незалежним чином».

### 11 Вересня, 2007 року
З'явилося інше відео, яке нібито містить хвалебну промову бен Ладена на адресу нападника на літак 11 вересня Валіда аль-Шехрі. На відео голос, ідентифікований як голос бен Ладена, виголошує 14-хвилинне вступне слово. Голос чути над нерухомим зображенням бен Ладена, одягненого та доглянутого, яким він з'являється на відео від 7 вересня 2007 року. 33-хвилинний залишок запису — це відео, яке читає аш-Шехрі.

### 20 Вересня, 2007 року
З'явився аудіозапис з голосом бен Ладена, накладений на раніше оприлюднені відеозаписи з його участю. В аудіозаписі бен Ладен закликав пакистанців скинути президента Первеза Мушаррафа, обіцяючи те, що він назвав відплатою за штурм Червоної мечеті в столиці Ісламабаді в Липні.

### 29 Листопада, 2007 року
Аудіозапис, зроблений нібито бен Ладеном, який закликав європейські країни припинити військове втручання в Афганістані.

### 29 Грудня, 2007 року
В аудіозаписі Осама бен Ладен застерігає іракських арабів-сунітів від боротьби з Аль-Каїдою і пообіцяв поширити джихад угруповання на Ізраїль, погрожуючи «кров'ю за кров, руйнуванням за руйнування».
Це послання називається «Як зірвання змови».

### 19 Березня, 2008 року
19 березня 2008 року з'явився аудіозапис, на якому нібито лідер Аль-Каїди Осама бен Ладен «погрожує» ЄС через передрук образливої для мусульман карикатури.
Це послання називається «Нехай наші Матері покинуть нас, якщо ми не допоможемо нашому Пророкові». Його повна стенограма і запис знаходяться за адресою

### 20 Березня, 2008 року
20 березня 2008 року з'явився другий аудіозапис нібито лідера Аль-Каїди Осами бен Ладена, який закликав палестинських бойовиків приєднатися до повстанців в Іраку.

### 16 Травня, 2008 року
16 травня 2008 року з'явилася аудіозапис нібито звернення лідера «Аль-Каїди» Осами бен Ладена до західного народу: «Причини боротьби з нагоди 60-ї річниці заснування держави-окупанта Ізраїль» Послання триває 22 хвилини 41 секунду. Послання присвячене 60-й річниці заснування держави Ізраїль.

### 18 Травня, 2008 року
18 травня 2008 року з'явилася друга аудіокасета, на якій нібито лідер «Аль-Каїди» Осама бен Ладен зробив «дуже сильну заяву до ісламської нації та мусульман».Друге за три дні аудіозвернення, знову ж таки, є аудіоповідомленням, без жодних нових зображень бен Ладена. Була випущена відео-версія послання, яка показує стару фотографію бен Ладена, в той час як аудіо-звернення грає на задньому плані.

### 14 Січня, 2009 року
14 січня 2009 року на ісламістських сайтах з'явився новий аудіозапис, зроблений нібито бен Ладеном, який закликав до нового джихаду проти ізраїльського наступу в Газі і заявив, що світова фінансова криза викрила зменшення впливу Сполучених Штатів на світову політику, і що це, в свою чергу, послабить їхнього союзника Ізраїль. Запис супроводжувався фотографією бен Ладена, накладеною на мечеть Аль-Акса в Єрусалимі.

### 3 Червня, 2009 року
Згідно із записом, що вийшов в ефір телеканалу «Аль-Джазіра» 3 червня, бен Ладен виступив із заявою проти президента Барака Обами.

### 13 Вересня, 2009 року
13 вересня 2009 року на ісламістському веб-сайті було опубліковано аудіозапис, зроблений нібито Осамою бен Ладеном. Для отримання розшифрування див. Заява бен Ладена (13 вересня 2009 року).

### 25 Вересня, 2009 року
25 вересня 2009 року учасник форуму розмістив на джихадистському сайті посилання для завантаження аудіозаяви лідера «Аль-Каїди» Осами бен Ладена. Заява під назвою «Послання шейха Осами бен Ладена до народів Європи» який триває 4 хвилини 47 секунд та викладено арабською мовою з німецькими та англійськими субтитрами. У відео демонструється фотографія бен Ладена.
Стенограму див. у Заяві Бен Ладена (25 вересня 2009 року)

### 24 Січня, 2010 року
На новому аудіозаписі, оприлюдненому в новинах «Аль-Джазіри», голос, який стверджує, що він належить Осамі бен Ладену, бере на себе відповідальність за спробу вибуху, здійснену Умаром Фаруком Абдулмуталлабом. Автентичність запису ще не була підтверджена.

### 29 Січня, 2010 року
Телеканал «Аль-Джазіра» оприлюднив запис, який нібито належить бен Ладену (залишається неперевіреним), в якому лідер «Аль-Каїди» критикує США за їхнє небажання боротися зі зміною клімату. Бен Ладен закликав до всесвітнього бойкоту американських товарів та долару США, щоб мати величезний вплив на американську економіку.

### 25 Березня, 2010 року
Ще один новий аудіозапис, який нібито належить бен Ладену, оприлюднив «Аль-Джазіра». У цьому записі лідер Аль-Каїди погрожує, що страта Халіда Шейха Мохаммеда призведе до того, що Аль-Каїда буде безкінечно вбивати американців у випадку, якщо вони «потраплять до їх рук».

### 1 Жовтня, 2010 року
В Інтернеті з'явився аудіозапис, на якому нібито звучить голос бен Ладена, і в якому йдеться про повені в Пакистані. 11-хвилинний запис, розміщений на сайтах бойовиків у п'ятницю, присвячений зусиллям з надання допомоги і тому, що можна зробити для запобігання майбутнім стихійним лихам. У записі бен Ладен закликає уряди змінити підхід до надання допомоги і закликає створити групу допомоги для вивчення мусульманських регіонів, розташованих поблизу річок і в низинних районах. Він також закликає до збільшення інвестицій у сільське господарство. Американська розвідувальна група SITE Intelligence Group, яка відстежує джихадистські форуми, стверджує, що останнє послання звучить у відеоролику, де фотографія бен Ладена накладена на зображення розподілу допомоги.

### 2 Жовтня, 2010 року
В Інтернеті з'явився аудіозапис наступної промови нібито Усами бен Ладена. Промова називалася «Допоможіть своїм пакистанським братам», в якій він висловив своє відчуття, що реакція арабських і мусульманських лідерів на допомогу пакистанцям, які постраждали від повені, «не відповідає рівню катастрофи», і що від зміни клімату страждає більше людей, ніж від воєн. Автентичність запису не була підтверджена незалежною перевіркою.

### 21 Січня, 2011 року
21 січня 2011 року Осама бен Ладен заявив, що звільнення французьких заручників залежить від виведення французьких солдатів з Афганістану, та попередив Париж про «високу ціну» за його політику у відеозверненні, яке транслювалося в п'ятницю. «Ми повторюємо вам те саме повідомлення: Передача ваших в'язнів в руки наших братів пов'язана з виведенням ваших солдатів з нашої країни», — сказав спікер на аудіозаписі, який транслювався на телеканалі «Аль-Джазіра». Це був останній запис, зроблений бен Ладеном перед підтвердженням його смерті 2 травня 2011 року. Нове аудіозвернення, яке Осама бен Ладен записав перед смертю, було оприлюднене 7 травня 2011 року.

### 19 Травня, 2011 року
Аль-Каїда оприлюднила запис, нібито зроблений Осамою бен Ладеном незадовго до його смерті. У посланні він хвалить революції в Тунісі та Єгипті та говорить про «рідкісну історичну можливість» для мусульман встати на боротьбу. 12-хвилинне аудіозвернення з'явилося на відео, розміщеному на ісламістських сайтах, та було перекладено Інститутом SITE.